# Heteroscyphus polychaetus
Heteroscyphus polychaetus là một loài rêu tản trong họ Geocalycaceae. Loài này được (Spruce) Hentschel & J. Heinrichs mô tả khoa học lần đầu tiên năm 2007.